# 39箇条
39箇条（さんじゅうきゅう かじょう、The Thirty-Nine Articles）は、イングランド国教会が16世紀の神学論争の終止符を打つために、議会で受け入れた教義要綱である。この要綱で、カトリック教会、アナバプテスト派、改革派教会に対してイングランド教会の教理的立場を明らかにした。聖公会大綱とも呼ばれる。
聖公会の教義的立場を明確にする箇条ではあるが、全ての聖公会の教会が信徒に同意を義務付けるものではない。日本聖公会はその設立時に採用を見合わせた。

## 成立経緯
エドワード6世の即位により、カンタベリー大主教トマス・クランマーと改革派の実権を握るようになった。クランマーはドイツとスイスの改革者の援助で、福音的公同信条を作成しようとしたが、国教会の教理的立場を表す、42箇条の作成が優先された。42箇条は1549年にクランマーが着手して、1552年11月に完成し、エドワード6世の承認を経て出版された。
1553年にエドワード6世が亡くなり、カトリックのメアリー1世が即位すると、クランマーらは処刑された。メアリー1世はカンタベリー大司教にカトリックの人物を据えて、イングランドのカトリックへの復帰をもくろんだ。しかし、メアリー1世の死後にエリザベス1世が即位すると、マシュー・パーカーがカンタベリー大主教になった。1563年にエリザベス1世が主教会議を招集し、パーカーが42箇条のラテン語版を会議に具申したが、上院と下院が検討して、39箇条に改訂して承認された。こうして、1563年に39箇条が出版された。1571年の主教会議では、39箇条の英語版が採択された。
39箇条はアウクスブルク信仰告白、ヴュルテンベルク信仰告白、ツヴィングリ、ブリンガー、カルヴァンなど宗教改革者の著作影響を受けている。教会政治論はエラストゥスの立場を持っている。他方、祈祷書と職制に関してはプロテスタントと異なる解釈となっている。